# Antichloris lamalissa
Antichloris lamalissa är en fjärilsart som beskrevs av William Schaus 1924. Antichloris lamalissa ingår i släktet Antichloris och familjen björnspinnare. Inga underarter finns listade i Catalogue of Life.